# DR-Baureihe 42
Die Dampflokomotiven der Baureihe 42 wurden als Kriegsdampflokomotive KDL 3 für die Deutsche Reichsbahn angeschafft. Ihre Beschaffung unterstand im Gegensatz zu den Beschaffungsprogrammen von Einheitslokomotiven der Vorkriegszeit nicht mehr dem Verkehrsministerium, sondern dem Ministerium für Bewaffnung und Munition. Sie waren für schwere Güterzüge vorgesehen, die mit der leichteren DR-Baureihe 52 (KDL 1) nicht wirtschaftlich befördert werden konnten. Die Anzahl der gebauten Maschinen erreichte bei weitem nicht die der Planungen und blieb weit geringer als die der Baureihe 52. Auch litten Serienbau und Konstruktion unter den Umständen des Zweiten Weltkriegs. Dennoch war sie in der Zeit nach dem Krieg in vielen Ländern Mittel- und Osteuropas eine wichtige Stütze bei der Beförderung von Güterzügen.
Die Deutsche Bundesbahn, die Deutsche Reichsbahn, die Österreichischen Bundesbahnen sowie deren Vorgängerorganisationen der Nachkriegszeit behielten die Stammnummer 42 bei. Die anderen europäischen Bahngesellschaften bezeichneten die Lokomotiven neu.
- In Luxemburg wurden die Nummern 5501 bis 5521 vergeben.
- Ungarische Lokomotiven erhielten die Betriebsnummern 501.001 bis 005.
- In Polen wurde den im Krieg dort verbliebenen Lokomotiven die Bezeichnung Ty3-1 bis 3 zugeordnet. In der Nachkriegszeit übernahm die Polnische Staatsbahn eine vor Kriegsende begonnene Bauserie der KDL 3 als PKP-Reihe Ty43 und übertrug diese Bezeichnung später auch auf die Ty3.
- Die zur Sowjetunion übergegangenen Lokomotiven sollten zur Reihe TL werden, was allerdings nur selten umgesetzt wurde.
- In Bulgarien wurde aus Nachkriegslieferungen der Baureihe 42 die Reihe 16 gebildet.
- Rumänien hatte die beiden 150.1201 und 1202 in Betrieb.

## Entwicklung
Nach dem Anschluss Österreichs an das Deutsche Reich im Jahr 1938 wurde für die österreichischen Bahnstrecken eine schwere Güterzuglokomotive notwendig. Allerdings war die Baureihe 44 wegen ihrer 20 t Achsfahrmasse für diese Strecken nicht geeignet. Deshalb sollte eine neue Einheitslokomotive mit der Achsfolge 1’E, 18 t Achsfahrmasse und der gleichen Leistung wie die Baureihe 44 beschafft werden. Das Fahrwerk sollte von der Baureihe 50, der Kessel von der Baureihe 44 übernommen werden. Damit Gewicht gespart wurde, sah der Entwurf um 300 mm kürzere Rohre im Langkessel als bei der Baureihe 44 und nur zwei Zylinder beim Triebwerk vor. Dieser Entwurf war der letzte in Friedensausführung. Er wurde bis 1940 fertig. Realisiert wurde er jedoch nicht mehr. Als im Zweiten Weltkrieg die Produktion von Lokomotiven schrittweise auf Kriegslokomotiven überging, beschränkte sich der zuständige Hauptausschuß Schienenfahrzeuge (HAS) anfangs nur auf Lokomotiven der Baureihe 52. Im Jahr 1942 zeigte sich, dass dies nicht ausreichte. Speziell im Osten hatte die Reichsbahn massive Probleme, das anfallende Transportaufkommen für den militärischen Nachschub zu bewältigen. Zusätzlich forderte die Generaldirektion der Ostbahn (Gedob) für den Güterverkehr im besetzten Polen eine leistungsstärkere Lokomotive als die Baureihe 52, aber die hohe Achsfahrmasse der Baureihe 44 war auch für die polnischen Strecken ein Problem. Auf Basis der PKP-Baureihe Ty37 entstand auch ein Entwurf. Letztendlich nahm der HAS diese beiden Entwürfe als Grundlage für die Ausschreibung der Baureihe 42. Die Hersteller reichten 20 Entwürfe beim HAS ein, von denen elf in die engere Wahl kamen. Vorgesehen war die Beförderung von 1600 t Last bei einer Geschwindigkeit von 60 km/h in der Ebene. 20 km/h sollten mit der gleichen Last noch bei einer Steigung von 7 Promille erreicht werden. Im Sommer 1943 fiel die Entscheidung zum Bau der KDL 3.
Im September 1942 sah der HAS den Bau von 8000 Lokomotiven vor. Bis Baubeginn im Sommer 1943 reduzierte sich die Planung auf 3300 Lokomotiven. Sie sollten wie folgt von Herstellern der Gemeinschaft Großdeutscher Lokomotivfabriken (GGL) geliefert werden:
- Henschel & Sohn: 42 0001–0500
- Berliner Maschinenbau: 42 0501–1000
- Schichau-Werke: 42 1001–1500
- Maschinenfabrik Esslingen: 42 1501–1800
- Borsig: 42 1801–2300
- Wiener Lokomotivfabrik Floridsdorf (WLF): 42 2301–2800
- Krauss-Maffei: 42 2801–3300

Das konnte nicht auf Dauer umgesetzt werden; Krauss-Maffei und Borsig durften seit dem Herbst 1943 Lokomotiven nur noch reparieren, aber nicht mehr neu bauen. Die beiden Firmen mussten stattdessen Waffen liefern. Im Übrigen wurden im Laufe des Kriegs die Produktion der Baureihe 42 immer wieder verlagert. Daher wurde 1944 vorgesehen, die Lokomotiven auch in beiden der GGL angegliederten polnischen Werken Fablok (Im Krieg: Oberschlesische Lokomotivwerke Krenau) und Cegielski (Im Krieg: DWM/Posen) bauen zu lassen.
Im August 1943 nahm die Deutsche Reichsbahn zwei Prototypen, die 42 0001 und 0002 ab. Sie wurden von Henschel gebaut. Um Stahl zu sparen, wurden beide Lokomotiven mit einem Brotankessel ausgerüstet, der von den Wiener Lokomotivfabrik Floridsdorf gefertigt und an Henschel in Kassel geliefert wurde. Auf diese Weise sollten anfangs alle von Henschel zu bauenden Lokomotiven ausgerüstet werden. Die schlechten Erfahrungen mit den ebenfalls mit einem Brotankessel ausgestatteten 50 3011 und 3012, dessen fehlende Erprobung unter den verschärften Betriebsbedingungen im Krieg sowie die Tatsache, dass wegen des Kriegs keine geeigneten Rohre für den Brotankessel mehr zu bekommen waren, veranlassten die HAS, bei der Serienausführung wieder einen klassischen Großwasserraumkessel zu verwenden. Daher wurden die weiteren Bestellungen mit Brotankessel gestrichen, sodass Henschel nur die beiden Prototypen der Baureihe 42 hergestellt hat.
Bemängelt wurde nach der Erprobung gegen Ende des Jahres 1943, dass die Baureihe 42 nicht die geforderte Leistungssteigerung von 20 % gegenüber der Baureihe 52 erbringen konnte. Immerhin wurde bei Versuchen mit der 42 0002 eine mögliche Anhängelast von 1650 Tonnen bei 60 km/h ermittelt, was die verlangten Werte übertraf. Trotzdem wurden einige Änderungen geplant, jedoch nicht mehr umgesetzt. Daher kam es erst im Januar 1944 zur Lieferung der ersten Serienlokomotive 42 501, die von der BMAG gebaut wurde. Die Deutsche Reichsbahn verwendete ab der ersten Serienlokomotive dreistellige Ordnungsnummern, wenn die führende „0“ entbehrlich war. Bis zum Ende des Krieges wurden 844 Lokomotiven ausgeliefert. Weitere Lokomotiven wurden bis 1949 von allen beteiligten Lokomotivfabriken in Deutschland, Österreich und Polen fertiggestellt, sodass insgesamt 1061 Lokomotiven gebaut wurden.

## Technik
Die Stärke der Baureihe 42 war ihr verdampfungsfreudiger Kessel, der allerdings auch recht schadanfällig war. Die Lokomotiven liefen unruhig, was sich ab 60 km/h durch starke Zuckbewegungen bemerkbar machte. Die Baureihe 42 war in ihrer Entwicklung sehr durch die Verhältnisse des Krieges beeinflusst. Allerdings war im Gegensatz zur Baureihe 52 eine weitere Verwendung nach dem „Endsieg“ vorgesehen. Viele Neuerungen wurden auch in die später gebauten Kriegslokomotiven der Baureihe 52 übernommen wie zum Beispiel der Druckausgleich bei den Zylindern und die Wiedereinführung der Achslagerstellkeile bei einzelnen Herstellern.

### Kessel
Der Kessel war von seiner Auslegung her an den der Baureihe 44 angelehnt, hatte jedoch kürzere Rohre. In der Dampfentwicklung übertrafen die zuerst gebauten Brotankessel wegen der etwas größeren Heizfläche geringfügig die Stehbolzenkessel. Auch hatte der Brotankessel eine höhere Masse, was auch die Zugkraft leicht verbesserte. So besaßen die Lokomotiven mit Brotankessel bei den Treibachsen eine Achsfahrmasse von 18 Tonnen, die mit dem Stehbolzenkessel eine Achsfahrmasse von 17,6 Tonnen, womit der beim Fahrwerk mögliche Wert nicht erreicht wurden. Wegen einer ungünstigen Anordnung der Stehbolzen und der kriegsbedingten vereinfachten Bauweise, mit der beispielsweise auf Gelenkstehbolzen verzichtet wurde, waren die Serienlokomotiven am Kessel empfindlich gegen Risse durch Wärmeverzug.
Der Langkessel bestand aus zwei Schüssen. Darauf waren ein Dampfdom und nur ein Sanddom unter einer gemeinsamen Verkleidung angebracht. Die Feuerbüchse war aus Stahl. Sie war von ihren Ausmaßen her für die Feuerung mit minderwertigen Brennstoffen wie Rohbraunkohle ausgelegt. Wegen des kriegsbedingt zu kleinen Überhitzers hatte der Kessel allerdings einen höheren Kohleverbrauch als die KDL 1. Die Rauchkammer war im Vergleich zur Baureihe 44 verlängert. Sie war nur mit Vorreibern verschlossen. Bei späteren, noch im Krieg gebauten Serien wurden einfache Behelfsrauchkammertüren aus glattem Blech eingebaut.
Gespeist wurde der Kessel mit zwei Dampfstrahlpumpen, welche im Führerhaus oben am Stehkessel angeordnet waren. Deren Ausführung wurde in der Nachkriegszeit gemäß den Vorschriften der jeweiligen Bahnverwaltung abgeändert. Bei einigen Lokomotiven wurde eine Strahlpumpe durch eine Kolben- oder Turbospeisepumpe ersetzt. Erst nach dem Krieg erhielten einige Lokomotiven auch Vorwärmer. Vorhanden waren zwei Sicherheitsventile der Bauart Ackermann, bei manchen Exemplaren auch einfachere der Bauart Pop, die nach dem Krieg zugunsten der Bauart Ackermann ausgetauscht wurden.
Für den Frostschutz waren alle Leitungen am Kessel unter der Kesselverkleidung verlegt. In der Nachkriegszeit wurden die Leitungen wieder über der Verkleidung angebracht.

### Rahmen und Fahrwerk
Der Rahmen wurde als Barrenrahmen ausgeführt, also mit flachen und breiten Rahmenwangen. Die Rahmenteile wurden autogen ausgeschnitten, aber aus Rationalisierungsgründen nicht weiter bearbeitet. Ein in der Entwurfsphase vorgesehener Blechrahmen, der zusammen mit dem Brotankessel hätte Stahl einsparen sollen, wurde aufgrund der massiven Kritik des Betriebs- und Werkstättendienstes aufgegeben, weil sich bei den Blechrahmen der Baureihe 52 Probleme mit der Zugänglichkeit für Wartungsarbeiten am Fahrwerk zeigten.
Das Fahrwerk hatte vorne ein Krauss-Helmholtz-Lenkgestell. Die erste und fünfte Kuppelachse waren um 25 Millimeter seitlich verschiebbar. Die dritte Kuppelachse hatte einen um 15 mm geschwächten Spurkranz. Eine Spurkranzschmierung war ursprünglich nicht vorhanden, konnte aber nachträglich für die erste und fünfte Kuppelachse angebracht werden, was in der Nachkriegszeit auch gemacht wurde. Die Gleitplatten für die Achslager im Rahmen bestanden bei der Kriegsausführung aus Bakelit, weshalb sie sehr schnell verschlissen. Deshalb wurden sie durch solche aus Gusseisen ersetzt. Die Achslagerführungen waren mit Stellkeilen versehen, was ein Abweichen von der Entfeinerung bei Kriegslokomotiven darstellte. Die Sandfallrohre waren so angebracht, dass bei Vorwärtsfahrt der zweite bis fünfte Kuppelradsatz, bei Rückwärtsfahrt der erste bis vierte Kuppelradsatz gesandet wurde. Die Lokomotiven wurden für 80 km/h Höchstgeschwindigkeit vorwärts und rückwärts zugelassen. Der Durchmesser der Treibräder betrug 1400 Millimeter. Die Laufräder waren als Scheibenräder ausgebildet und hatten einen Durchmesser von 850 Millimetern.

### Bremsen
Die Bremsen wirkten auf die Kuppelachsen einseitig von vorn. Die Laufachse war ungebremst. Vorhanden war eine Doppelverbundluftpumpe, die rechts am Umlauf angebracht war. Der Dampfteil oberhalb des Umlaufs war unter einer Frostschutzverkleidung untergebracht, die im Sommer hochgestellt werden konnte. Zwei Hauptluftbehälter waren quer zur Fahrtrichtung über der zweiten und dritten Kuppelachse angebracht. Der Hilfsluftbehälter und der Bremsausgleichsbehälter waren rechts unter dem Umlauf vor dem Führerstand angebaut. Hinten am Rahmen unter dem Führerstand war auf der rechten Seite der Hauptbremszylinder angebracht.

### Triebwerk
Das Triebwerk bestand aus zwei Außenzylindern, die auf die dritte Kuppelachse arbeiteten. Über dem Zylinderblock befanden sich ein Winterthur-Druckausgleicher sowie die Ölsperren, welche in einem Schutzkasten untergebracht wurden. Dieser befand sich quer zur Fahrtrichtung über beiden Zylindern. Die Treib- und Kuppelstangen waren wie bei der Baureihe 52 aus Walzprofilen hergestellt, an deren Enden die gesenkgeschmiedeten Köpfe stumpf aufgeschweißt wurden.

### Sonstige Einrichtungen
Der Führerstand war wie bei der Baureihe 52 rundum geschlossen und hatte keine vorderen Seitenfenster. Das Personal war so im Winter gut vor Kälte geschützt, litt jedoch im Sommer unter dem Hitzestau, der durch die nicht ausreichende Belüftung und die ungünstige Anordnung der Strahlpumpen entstand. Die Lokomotiven erhielten ab 1944 statt einfacher Dachlüfter eine komplett nach vorne umlegbare Klappe auf dem Dach. Die Lichtmaschine war auf dem Stehkessel links vor dem Führerstand angebracht. Ihr Abdampf wurde in den Schornstein geleitet.
Die Baureihe 42 besaß in der Ursprungsausführung zwei große Schneeräumer vorne. Die Frontlaternen waren nicht an den Pufferbohlen, sondern erhöht und nach hinten versetzt am Schutzkasten über dem Zylinderblock angebracht. Die Abweichung der Frontlaternenmontage und das Fehlen einer Frontschürze unter der Rauchkammer verlieh der Baureihe 42 ihr charakteristisches Aussehen. Die erhöhte Lage der Lampen erlaubte gemäß der Typenbeschreibung des Reichsbahn-Zentralamts (Zitat:) „..eine bessere Ausleuchtung der Strecke, auch unter den Bedingungen der Verdunklungsmaßnahmen …“.
Die Lokomotiven der Baureihe 42 waren bis auf wenige Ausnahmen mit Windleitblechen der Bauart Witte ausgestattet. Die Prototypen 42 0001 und 0002 besaßen gerade, im oberen Bereich abgewinkelte Bleche; die Serienlokomotiven hatten Bleche, die entsprechend der Kesselrundung gleichmäßig gekrümmt waren.

### Tender
Der Tender war meist ein Wannentender der Bauart K 2’2’ T30, welcher ursprünglich die Bezeichnung K 2’2’ T32 trug. Er war abgesehen von den Drehgestellen identisch mit denen der Baureihe 52. Daher wurden die Tender auch zwischen den beiden Baureihen getauscht. Das Reichsbahn-Zentralamt beschrieb den Tender wie folgt: „…Der Drehgestell-Leichtbautender entspricht einem Kesselwagen, dessen oberer Halbzylinder weggeschnitten und durch einen Kohlekasten ersetzt wurde …“ Er fasste 10 Tonnen Kohle und 32 Kubikmeter Wasser. Nur einige wenige Lokomotiven, die in Österreich fuhren, wurden mit einem Steifrahmentender gekuppelt.
In der Entwurfsphase der Jahre 1942 und 1943, als das Großdeutsche Reich sich noch am weitesten über Europa ausdehnte, wurden auch Langlauftender und Wasserwagen für eine größere Reichweite der Züge in wasserarmen Gebieten geplant, jedoch nicht mehr gebaut; die entsprechenden Einsatzgebiete im Osten wurden bis Ende 1944 vom Kriegsgegner zurückerobert. Aus dem gleichen Grund wurden auch keine Kondensationslokomotiven hergestellt, was noch 1943 vorgesehen war.

## Betrieb
Die vom HAS angeforderten Stückzahlen wurden in Selbstverantwortung der Hersteller gebaut, die alles daran setzten, dessen Vorgaben zu erfüllen. Das ging zu Lasten der Qualität, auf welche die Reichsbahn keinen Einfluss mehr nehmen konnte. Das ließ den Bestand der nicht einsatzbereiten Maschinen ansteigen. Dennoch gab es in der Endphase des Kriegs und auch in der Nachkriegszeit in vielen Ländern keine andere Möglichkeit, als die noch recht neuen Lokomotiven der Baureihe 42 zu reparieren und die Mängel der Kriegsbauweise zu beseitigen. Auch waren noch Teile für die Baureihe 42 in großer Menge vorhanden, sodass sie von manchen Herstellern bis 1949 weiterproduziert wurden. Gerade in Ländern mit ausgeprägtem Lokomotivmangel nach dem Krieg wurde in die Reparatur, Aufarbeitung und Verbesserung der Baureihe 42 viel Aufwand gesteckt, sodass dennoch eine zufriedenstellende Lokomotive entstand. So wurde beispielsweise in Polen die Reihe Ty43 noch bis 1995 eingesetzt.

### Während des Krieges
Die Lokomotiven fuhren während des Krieges schwerpunktmäßig im Altreich und in Österreich. In das vorgesehene Einsatzgebiet Polen gelangten nur wenige Lokomotiven. Weil die Einsatzgebiete fern der umkämpften Frontabschnitte lagen, ging durch Kriegseinwirkung lediglich eine Lokomotive, die 42 980 bei Jerxheim, verloren.
Die durchschnittliche tägliche Einsatzleistung betrug oft nicht einmal 200 Kilometer pro Tag. Aufgrund der Kesselfertigung unter Kriegsbedingungen und wegen des anfälligen Kessels kamen einige Lokomotiven nicht einmal auf 100 Kilometer pro Tag. Manche bewältigten nur ihre Abnahmefahrt und wurden dann nichtbetriebsfähig mit Kesselschäden abgestellt. In einigen Fällen wurden die Kessel getauscht, dies jedoch nicht immer wie vorgesehen dokumentiert. So wurde 1945 eine Lokomotive mit nicht lesbarer Nummer aufgefunden und nach dem Krieg als 42 5000 bezeichnet. Spätere Überprüfungen ergaben, dass es sich um die 42 1882 gehandelt hatte, welche nicht mehr ihren ursprünglichen Kessel besaß. Die Lokomotivausbesserung verlief wegen des Krieges ebenfalls schleppend.
In den letzten Jahren des Weltkriegs wurden einzelne Lokomotiven mit Mischvorwärmern hergestellt, die in Deutschland eine Neuheit bei Dampflokomotiven waren. Sie brachten zwar keine Leistungssteigerung, aber eine Verminderung des Kohlenverbrauchs um 10 %. Es wurden einstufige Knorr-Mischvorwärmer und zweistufige Heinl-Vorwärmer erprobt. Das Ziel war, eine geeignete Bauform für den Mischvorwärmer zu finden.

### Ostzone / Deutsche Demokratische Republik
In der 1945 nach Kriegsende aufgestellten Kolonne Berlin-Rummelsburg, die Ladungen demontierter Güter von Berlin nach Brest beförderte und Militärreisezüge fuhr, waren insgesamt elf Lokomotiven der Baureihe 42 im Dienst. Fünf Exemplare wurden 1949 nach Ende der Kolonneneinsätze an die Deutsche Reichsbahn zurückgegeben, die übrigen wurden in die Sowjetunion abgefahren. Die Deutsche Reichsbahn hatte im Herbst 1945 nur 41 Lokomotiven dieser Baureihe für den Güterzugdienst. 1948 wurden nach Freigabe der SMAD drei nicht fertiggestellte Lokomotiven von der demontierten Berliner Maschinenbau AG ins Ausbesserungswerk Stendal zum Weiterbau überführt. Sie gingen bis April 1949 als 42 001, 002 und 003 in Betrieb. So wurden diese Nummern in Ost- und Westdeutschland doppelt vergeben.
Die Lokomotiven der Baureihe 42 zogen bei der Reichsbahn schwere und schwerste Züge mit über 1700 Tonnen. Hierbei machten sich natürlich die gegen Beschädigung empfindlichen Kessel mit mehr Reparatur- und Wartungsaufwand bemerkbar. Das wurde ab Mitte der 1950er Jahre allmählich mit verbesserten, nämlich gewindelos mit Spiel eingeschweißten Stehbolzen gelindert. Die Lokomotiven erhielten bei der DR Rauchkammertüren mit Zentralverschluss und vor der Rauchkammer ein Löscheschutzblech. Die Schneeräumer wurden entfernt. Die Führerstände wurden mit den Führerhausdachklappen der späten Baujahre ausgerüstet. Radreifen und andere kriegsbedingt behelfsmäßig ausgeführte Ausrüstungsteile wurden auf Vorkriegs- bzw. Friedensausführung umgebaut. Ein Teil der Maschinen erhielt Schornsteinaufsätze.
Im Gegensatz zu anderen Güterzuglokomotiven wurde die Baureihe 42 wegen ihrer schlechten Laufeigenschaften fast nie vor Reisezügen verwendet. Gelegentliche Einsätze vor Eilgüterzügen gab es, beispielsweise die Beförderung von Seefischen und Südfrüchten aus dem Ostseeraum nach Berlin. Ab 1966 wurden die Lokomotiven der Baureihe 42 durch modernisierte Lokomotiven wie beispielsweise die Reihe 50.50 ersetzt. Die letzten Einsätze erfolgten bis 1969 vom Bahnbetriebswerk Pasewalk aus. Eine Umzeichnung nach dem EDV-gerechten Nummernplan der Deutschen Reichsbahn im Jahre 1970 war nicht mehr vorgesehen.
Die Deutsche Reichsbahn plante in den Jahren 1948/49 eine Neubaulokomotive, welche mit 18 Tonnen Achslast und der Achsfolge 1’E an die Kriegslokomotive der Baureihe 42 angelehnt war. Das Projekt scheiterte, weil die meisten Reichsbahn-Direktionen einer Lokomotive mit 15 Tonnen Achslast wie die Baureihe 50, die auch auf Nebenstrecken einsetzbar war, den Vorrang gaben.
Zwei im Jahre 1947 von der WLF gebaute 42er wurden 1949 über das Ministerium für Außen- und innerdeutschen Handel der DDR gekauft und als Werklokomotiven an das VEB Chemiekombinat Buna übergeben. Mitte der 1960er Jahre wurden sie von Diesellokomotiven abgelöst.

### Westzonen / Bundesrepublik
Auf dem Gebiet der Westzonen waren bei Kriegsende 654 Lokomotiven verblieben, darunter auch die Prototypen mit Brotankessel. Dazu kamen noch im Jahr 1945 acht Lokomotiven, welche die US-Truppen aus Thüringen in die Westzonen verbrachten. Bis 1946 wurden von der Maschinenfabrik Esslingen noch 16 Lokomotiven fertiggestellt und an die Reichsbahn-West abgeliefert. Die in Esslingen gebaute 42 1597 wurde von der amerikanischen Besatzungsmacht im September 1945 beschlagnahmt und zusammen mit der Dampfmotorlokomotive 19 1001 und der Kondensationslokomotive 52 2006 für Forschungs- und Ausstellungszwecke nach Amerika gebracht. Sie war einige Zeit im Fort Eutis, Virginia, ausgestellt und wurde letztendlich 1951 verschrottet. Die französische Staatsbahn gab die 42 1886 und 1900 an die Reichsbahn (West) ab, weil sie keine Verwendungsmöglichkeit sah. Vorgesehen waren bei der Reichsbahn (West) ab 1947 eine Verbesserung der Stehbolzenanordnung und der Ersatz einer Strahlpumpe durch eine Turbospeisepumpe. Einzelne Lokomotiven erhielten Mischvorwärmer, um die im Krieg begonnenen Erprobungen weiterzuführen.

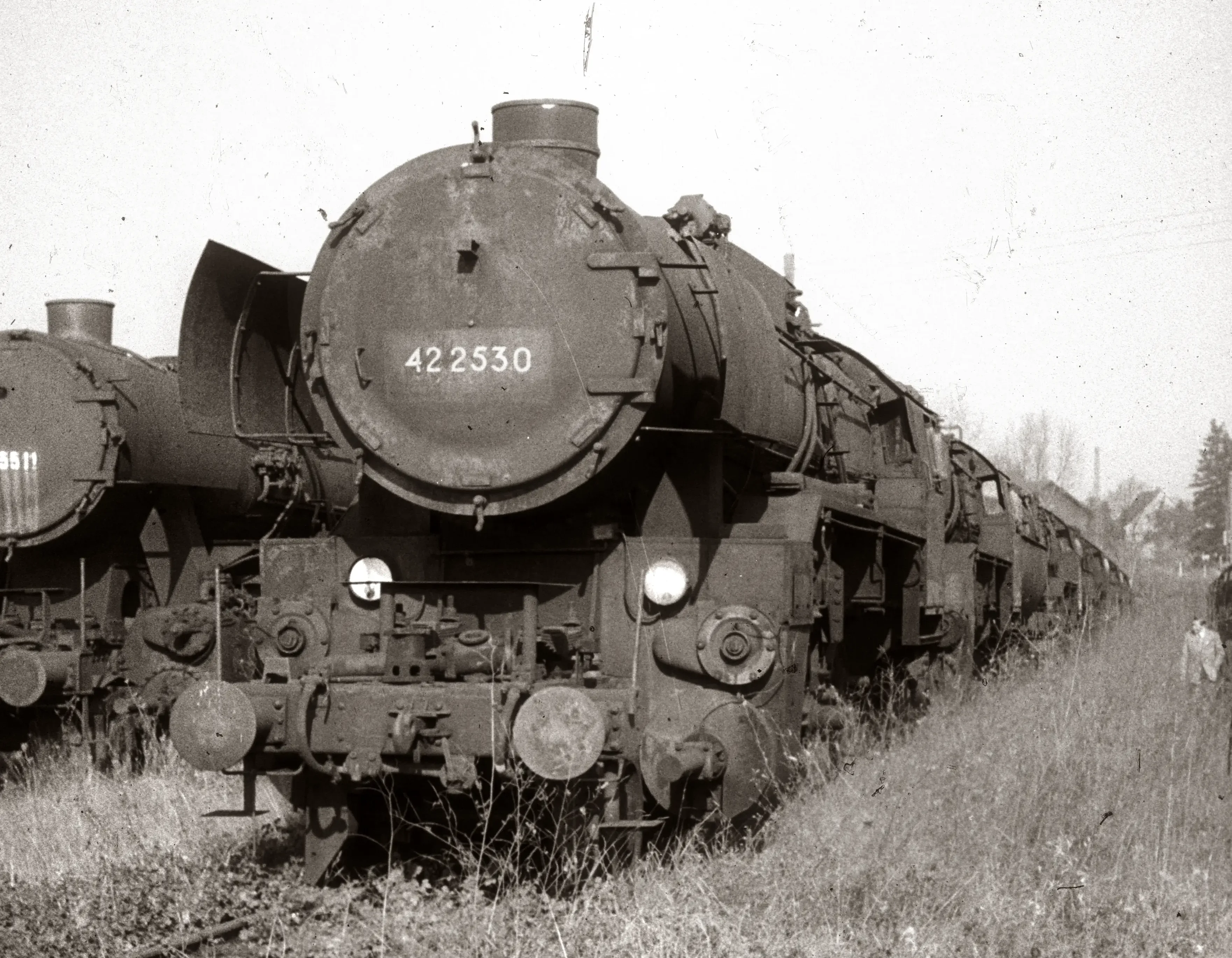
42 2530 abgestellt in Haltingen im Mai 1954

Die 1949 gegründete Deutsche Bundesbahn gab 1950 ihren offiziellen Bestand mit 649 Lokomotiven an. Sie wurden abgesehen von den Bahndirektionen in Norddeutschland überall genutzt. Allerdings waren die meisten Maschinen nicht betriebsfähig. Als Ausgleich für die während des Krieges von französischen Herstellern gebauten Exemplare der Baureihe 44, die nach Deutschland überführt wurden, gab die DB viele nicht benötigte und nicht betriebsfähige Lokomotiven der Baureihe 42 nach Frankreich ab, die dort verschrottet wurden. Für ihre Güterzüge hatte die Bundesbahn genügend Exemplare der Baureihen 50, 56 und 44 zur Verfügung. Auch wurde in den 1950er Jahren durch die Gelder des Marshallplans der Fokus auf die Entwicklung modernerer Lokomotiven gelegt. Die Kriegslokomotiven hatten ausgedient. Bei Einsätzen mit der Baureihe 42 betrugen die Zuglasten höchstens 1500 Tonnen. Das entsprach mittelschweren Güterzügen. Wegen der Anfälligkeit von Kessel und Fahrwerk gegen Schäden, des hohen Kohleverbrauchs sowie des Kesselzerknalls der 42 1893 am 12. Oktober 1951 bei Cochem wollte sich die Bundesbahn bis 1954 von der Baureihe 42 trennen. Die Ausmusterung dauerte allerdings doch länger: 1955 hatte die Bundesbahn noch sechs Maschinen in Betrieb, und erst am 27. März 1956 wurde die letzte Lokomotive des Nachkriegsbestands abgestellt. Es war die mit einem Brotankessel versehene 42 001. Die Bundesbahn hatte beide 1943 gebauten Prototypen übernommen und mit dreistelligen Ordnungsnummern versehen. Stationiert waren sie gemeinsam mit den Serienlokomotiven der Baureihe 42 ihre gesamte Betriebszeit über in Bamberg.
21 Lokomotiven wurden seit Kriegsende von den Eisenbahnen des Saarlandes, einer Gründung der französischen Besatzungsmacht, eingesetzt. Darunter war auch die Lokomotive, welche nachträglich die Nummer 42 5000 bekam. Ab 1957 übernahm die Deutsche Bundesbahn durch den Beitritt des Saarlandes zum Staatsgebiet der Bundesrepublik Deutschland von der eingegliederten Eisenbahnverwaltung des Saarlands erneut Lokomotiven der bereits ausgemusterten Baureihe 42 und verwendete sie nur im Raum Saarbrücken für den Anschlussverkehr mit Erzzügen und für den Verschiebedienst. Die letzte Dampflokomotive der Baureihe 42 der Bundesbahn wurde daher im Saarland am 10. Oktober 1962 ausgemustert.

#### Abgrenzung zur DB-Baureihe 42.90 bzw. 042
Die DB hatte versuchsweise zwei Lokomotiven der Baureihe 52 mit Franco-Crosti-Vorwärmerkesseln ausrüsten lassen. Dadurch wuchs deren Masse so sehr an, dass diese beiden Maschinen in die Baureihe 42.90 eingereiht wurden, da mit der Stammnummern ab 50 üblicherweise „leichte Güterzugdampflokomotiven“ bezeichnet wurden, „schwere Güterzugdampflokomotiven“ hingegen mit Stammnummern ab 40.
Bei der DB waren zur Zeit der Umstellung auf das neue EDV-Baureihenschema 1968 bereits alle Lokomotiven der Baureihen 42 und 42.90 ausgemustert worden, sodass die Baureihenbezeichnung 042 zur freien Verfügung stand. Daher bekamen die Lokomotiven der Baureihe 41 mit Ölhauptfeuerung zur Unterscheidung von denen mit Kohlefeuerung (neu 041) die Baureihenbezeichnung 042, doch mit der ursprünglichen Baureihe 42 haben diese Lokomotiven nichts zu tun.

### Österreich
Die Anzahl der nach dem Zweiten Krieg vorhandenen Lokomotiven wird mit bis zu 103 Exemplaren angegeben. Gesichert ist, dass die sowjetische Militäradministration in Deutschland (SMAD) 35 Maschinen beanspruchte und dass letztendlich nur 67 Exemplare bei den 1947 wiederbegründeten Österreichischen Bundesbahnen (ÖBB) vorhanden waren. Davon konnten 16 Maschinen nicht mehr betriebsfähig aufgearbeitet werden. Sie wurden durch neu gebaute Lokomotiven der Wiener Lokomotivfabrik Floridsdorf ersetzt, die bis 1949 noch 72 Exemplare der Baureihe 42 fertigstellte. Die übrigen Maschinen der WLF nahm die ÖBB nicht mehr ab, da die Elektrifizierung des Eisenbahnnetzes Vorrang hatte und die Dampflokomotiven so als entbehrlich angesehen wurden.
Die Frostschutzvorrichtungen wurden entfernt und die Tender zu Kabinentendern umgebaut. Auch wurden einzelne Lokomotiven versuchsweise mit Mischvorwärmern nachgerüstet. Einige Lokomotiven erhielten zeitweise eine Ölzusatzfeuerung oder Ölhauptfeuerung, da die Kohle für die Dampflokomotiven in Österreich teuer importiert werden musste.
Eingesetzt wurden die Lokomotiven vorrangig auf der Semmeringbahn. Dort förderten die Maschinen vorrangig Güterzüge. Hohe Zuglasten erforderten dort eine  Vorspannlokomotive und Schiebelokomotive. Damit waren dort oft drei Lokomotiven der Baureihe 42 am Zug.
Wegen der fortschreitenden Elektrifizierung stellten die ÖBB die Baureihe 42 zunehmend ab. Im Jahr 1955 gaben die ÖBB 25 nicht mehr benötigte Maschinen an die Ungarische Staatsbahn (MÁV) ab. Ab 1963 waren nur noch die nach dem Zweiten Weltkrieg gebauten 16 Maschinen vorhanden. Im Jahr 1968 wurde die letzte Lokomotive aus dem Bestand der ÖBB gestrichen. Die 42 2708 wird seit 1968 als Museumslokomotive erhalten.

### Ungarn
1945 wurden in Ungarn 38 deutsche Lokomotiven der Baureihe 42 inventarisiert, die von den Russen zwischen 1948 und 1949 durch Rumänien deportiert wurden.
Trophäenlokomotiven („T“), die von der sowjetischen Armee zwischen 1945 und 48 an die MÁV übergeben wurden:
12831/1944. Schw. 42.514->MÁV 45.04. 1946:Sv ??.??.->SZD TL-514
12832/1944. Schw. 42.515->MÁV 45.04. 1946:Sa ??.??.->SZD TL-515
12836/1944. Schw. 42.519->MÁV 45.09. 1946:Sv ??.??.->SZD TL-519
12837/1944. Schw. 42.520->MÁV 45.09. 1946:Km 48.04.->SZD TL-520
13230/1944. Schw. 42.831->MÁV 45.07. 1946:C ??.??.->SZD TL-831
13233/1944. Schw. 42.834->MÁV 45.07. 1946:Km 48.07.->SZD TL-834
13261/1945. Schw. 42.842->MÁV 45.04. 1946:Km 48.05.->SZD TL-842
13262/1945. Schw. 42.843->MÁV 45.05. 1946:Km 48.04.->SZD TL-843
13263/1945. Schw. 42.844->MÁV 45.07. 1946:Sa ??.??.-> SZD TL-844
4892/1944. Essl. 42.1511->MÁV 45.07. 1946:C ??.??.->SZD TL-1511
4893/1944. Essl. 42.1512->MÁV 45.05. 1946:Hn ??.??.->SZD TL-1512
4894/1944. Essl. 42.1513->MÁV 45.07. 1946:Db 48.05.->SZD TL-1513
4895/1944. Essl. 42.1514->MÁV 45.07. 1946:Db ??.??.->SZD TL-1514
4896/1944. Essl. 42.1515->MÁV 45.04. 1946:Sv 48.05.->SZD TL-1515
4899/1944. Essl. 42.1518->MÁV 45.07. 1946:Sv 48.04.->SZD TL-1518
4901/1944. Essl. 42.1520->MÁV 45.06. 1946:Sv 48.05.->SZD TL-1520
17097/1944. Flor. 42.2301->MÁV 45.10. 1946:Db 48.04.->SZD TL-2301
17098/1944. Flor. 42.2302->MÁV 45.06. 1946:Hn ??.??.->SZD TL-2302
17100/1944. Flor. 42.2304->MÁV 45.06. 1946:Hn 48.07.->SZD TL-2304
17101/1944. Flor. 42.2305->MÁV 45.06. 1946:Hn ??.??.->SZD TL-2305
17103/1944. Flor. 42.2307->MÁV 45.10. 1946:Sv ??.??.->SZD TL-2307
17104/1944. Flor. 42.2308->MÁV 45.10. 1946:C ??.??.->SZD TL-2308
17107/1944. Flor. 42.2311->MÁV 45.60. 1946:Sv 48.05.->SZD TL-2311
17449/1944. Flor. 42.2501->MÁV 45.04. 1946:Hn 48.04.->SZD TL-2501
17450/1944. Flor. 42.2502->MÁV 45.09. 1946:Hn ??.??.->SZD TL-2502
17451/1944. Flor. 42.2503->MÁV 45.07. 1946:Hn ??.??.->SZD TL-2503
17452/1944. Flor. 42.2504->MÁV 45.06. 1946:Hn ??.??.->SZD TL-2504
17453/1944. Flor. 42.2505->MÁV 45.04. 1946:Hn ??.??.->SZD TL-2505
17456/1944. Flor. 42.2508->MÁV 45.07. 1946:Hn ??.??.->CFR 150 1202 S: 74.11.01.
17567/1945. Flor. 42.2564->MÁV 45.05. 1946:Hn ??.??.->SZD TL-2564
17571/1945. Flor. 42.2568->MÁV 45.05. 1946:Hn 48.07.->SZD TL-2568
17574/1945. Flor. 42.2571->MÁV 45.07. 1946:Db ??.??.->SZD TL-2571
17576/1945. Flor. 42.2573->MÁV 45.06. 1946:Db 48.05.->SZD TL-2573
17577/1945. Flor. 42.2574->MÁV 45.07. 1946:Db ??.??.->SZD TL-2574
17578/1945. Flor. 42.2575->MÁV 45.07. 1946:Hn ??.??.->SZD TL-2575
17579/1945. Flor. 42.2576->MÁV 45.07. 1946:Hn ??.??.->SZD TL-2576
17581/1945. Flor. 42.2578->MÁV 45.??. 1946:Db ??.??.->SZD TL-2578
1957 erwarb die Firma NIKEX Külker 25 Maschinen der Reihe 42 von der ÖBB in Bohmann, Wien, für die Verschrottung der Eisenwerke Ózd und Diósgyőr. Hervorgehoben wurden fünf der Maschinen, die im Dezember 1958 mit den Betriebsnummern 501.001-005 wieder in Betrieb genommen wurden.
BR42-Lokomotiven von MAV:
17465/1944. Flor. 42.2517 1958.12.05. MÁV 501,001 Selejtezve: 1969. IV. 2.
17594/1946. Flor. 42.2711 1958.12.05. MÁV 501,002 Selejtezve: 1971. II. 23.
17598/1946. Flor. 42.2715 1958.12.05. MÁV 501,003 Selejtezve: 1970. XI. 9.
17600/1947. Flor. 42.2717 1958.12.05. MÁV 501,004 Selejtezve: 1971. II. 23.
17588/1946. Flor. 42.2705 1959.02.14. MÁV 501,005 Selejtezve: 1970. XI. 9.

### Luxemburg
In den Nachkriegswirren gelangte die 42 1503 in das Großherzogtum Luxembourg. Die nach dem Krieg neu gegründete Luxemburgische Staatsbahn (CFL) kaufte von der Lokomotivfabrik Wien-Floridsdorf 20 nach dem Krieg neugebaute Lokomotiven und bezeichnete sie als CFL 5501–5521. Die Lokomotiven übernahmen den schweren Güterverkehr mit Kohle- und Erzzügen und liefen bis nach Belgien und Frankreich hinein. Auch führten sie gelegentlich schwere Personenzüge. 1964 wurden alle Lokomotiven ausgemustert. CFL 5519 blieb als Museumslokomotive erhalten.

### Sowjetunion
Insgesamt 19 Lokomotiven wurden aus der sowjetischen Besatzungszone in die Sowjetunion überführt. Die in Ungarn verbliebenen deutschen Exemplare der Baureihe 42 wurden 1945 als Trophäe beschlagnahmt und gelangten ebenfalls in die Sowjetunion, ebenso 35 Maschinen aus Österreich. Allerdings stellten die deutschen Lokomotiven in der Sowjetunion eine Splittergattung dar, die überwiegend an Werksbahnen weitergegeben wurde. Nur wenige Lokomotiven kamen in den Bestand der Sowjetischen Eisenbahnen. Die meisten Lokomotiven wurden auf die Russische Breitspur umgebaut und erhielten die für sowjetische Lokomotiven typische abschraubbare Rauchkammertür aus Blech, die lediglich eine kleine Wartungsluke besaß. Die deutschen Nummern wurden beibehalten, jedoch wurde zwischen Baureihen- und Ordnungsnummer ein Bindestrich hinzugefügt. Ab 1952 ordnete das sowjetische Verkehrsministerium die Umzeichnung zur Reihe TL mit deutscher Ordnungsnummer an. Dies wurde jedoch bei den wenigsten Lokomotiven angeschrieben. Allgemein wird angenommen, dass die Lokomotiven bis Mitte der 1950er Jahre abgestellt und verschrottet wurden.

### Rumänien
Nach 1945 kamen die 42 2507, 2508 und 2510 zur rumänischen Staatsbahn (CFR) und wurden ab 1948 in 150.1201 bis 1203 umgezeichnet. Bis 1965 zogen sie planmäßig schwere Güterzüge. Danach wurden sie nur noch vereinzelt eingesetzt, bis sie zu einem nicht genauer bekannten Zeitpunkt ganz aus dem Betriebsdienst genommen und verschrottet wurden. Die Lokomotiven besaßen bei der CFR eine Ölzusatzfeuerung. Die 150.1201 wurde 1987 ausgemustert, die 150.1202 und 150.1203 bereits 1974.

### Bulgarien
Die Wiener Lokomotivfabrik Floridsdorf (WLF) hatte bis Anfang der 1950er Jahre Lokomotiven der Baureihe 42 auf dem Firmengelände stehen, ohne dass ein Abnehmer in Sicht war. So ging sie auf die Bulgarische Staatseisenbahn (BDŽ) zu und bot die Lokomotiven zum Kauf an. Ermutigend für die WLF war, dass schon vor dieser Zeit die BDŽ Lokomotiven nach deutschen Einheitsbaugrundsätzen in Betrieb genommen hatte und bis in den Zweiten Weltkrieg hinein als wichtiger Kunde der deutschen Lokomotivindustrie galt. Nach längeren Verhandlungen erwarb die BDŽ diese Dampflokomotiven, insgesamt 33 Stück. Die letzte der 1949 gebauten Lokomotiven wurde am 14. Oktober 1952 nach Bulgarien geliefert.
Die Lokomotiven wurden zur BDŽ-Reihe 16 umgezeichnet und waren anfangs ohne Veränderungen in Betrieb. Ab 1955 wurden sie mit einem als Kuhfänger gestalteten Schienenräumer versehen. Die Schornsteine erhielten einen hinteren Kragen und Funkenfängeraufsätze. Auch wurde ein wannenförmiges Löscheschutzblech sowie bei manchen Maschinen ein Schutzgeländer am Kesselumlauf angebracht.
Die Lokomotiven überzeugten im Betrieb auf Anhieb. Die Bulgarische Staatsbahn fuhr mit ihnen schwere Güterzüge auf steigungsreichen Strecken mit engen Bögen. Stationiert waren sie in den Depots Russe und Gorna Orjachowiza. Bis 1985 waren noch alle 33 Lokomotiven in Betrieb. Bis 1990 wurden sie allmählich ausgemustert. Für museale Zwecke wurden mehrere Lokomotiven nach Österreich und Deutschland verkauft.

### Polen

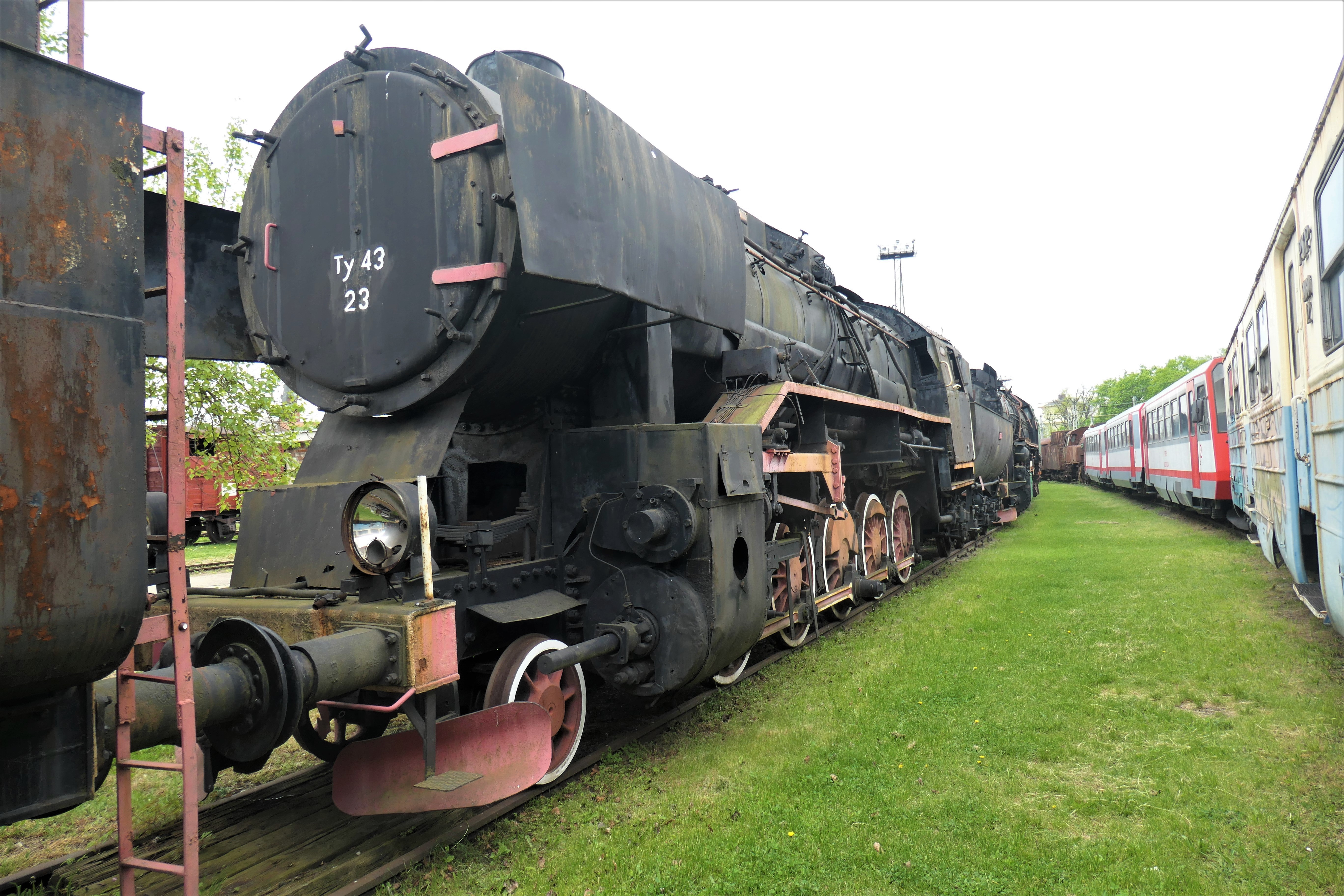
Erhaltene Ty-43-23, ein Nachbau der KDL 3 im Eisenbahnmuseum Jaworzyna Śląska

Eines der ursprünglich für die Baureihe 42 vorgesehenen Einsatzgebiete war das besetzte Polen, da dort bereits einige Strecken für die hohe Achslast ausgebaut waren. Tatsächlich sind während des Krieges nur wenige Lokomotiven dorthin gelangt. Ab 1944 sollten auch die polnischen Lokomotivfabriken Cegielski (HCP) und Fablok die Baureihe 42 für die Deutsche Reichsbahn liefern. Ein Auftrag über 150 Lokomotiven ging 1944 an Fablok. Bei Cegielski wurde die Fertigung der Baureihe 42 bis Kriegsende nicht mehr aufgenommen. Noch vor 1945 wurde mit der Produktion begonnen, aber an die Deutsche Reichsbahn wurde nicht mehr ausgeliefert.
Nach dem deutschen Abzug blieben die Lokomotiven 42 1426, 1427 und 1504 in Polen. Sie wurden von den Polskie Koleje Państwowe (Polnische Staatsbahnen – PKP) zunächst als Reihe Ty3 übernommen. Später stellten die PKP 124 Lokomotiven aus den begonnenen Serien in Dienst, die von Fablok und  HCP gebaut wurden. Sie wurden als Baureihe Ty43 bezeichnet und waren ursprünglich mit der deutschen KDL 3 identisch. Letztendlich wurden alle 129 nach deutschen Plänen für die Baureihe 42 hergestellten Dampflokomotiven in den 1950er Jahren als Ty43 eingeordnet.
Die PKP rüsteten die Ty43 mit den größeren PKP-Scheinwerfern aus. Die Lokomotiven erhielten Schornsteinaufsätze, Rauchkammertüren aus Blech und andere, nichtsaugende Dampfstrahlpumpen der Bauart Metcalfe oder Nathan, Schneeräumer und Löscheschutzbleche unter der Rauchkammertür. Auch wurde die Führerstandsausrüstung geändert. Die Lichtmaschine wanderte auf den Kesselumlauf. Ihr Abdampf wurde nicht in den Ausströmer geleitet, sondern am Kessel entlang in einem separaten Rohr nach oben geführt. Ebenso wurde die Ausrüstung des Führerstands abgeändert, um sie mit den anderen Dampflokomotiven in Polen zu vereinheitlichen. Die Böden der Wannentender wurden verstärkt. Einzelne Lokomotiven erhielten eine mechanische Rostbeschickung zur Feuerung.
Ab 1954 hatten die PKP 129 Ty43 in Betrieb. Anfangs waren sie in den Depots Bialograd, Chełm, Piła (Schneidemühl), Poznań, Sędziszów, Słupsk (Stolp), Szczecinek und Wągrowiec (Wongrowitz, Eichenbrück) stationiert. Beispielsweise war noch 1970 der Güterzugdienst auf der Strecke Poznań–Warszawa (Warschau) ein wesentliches Einsatzgebiet der Ty43. Auch fuhren die PKP regelmäßig Personenzüge mit der Ty43. Erst in den 1970er Jahren nahm die Polnische Staatsbahn im Zuge der Elektrifizierung ihrer Hauptstrecken Dampflokomotiven aus dem Dienst. Die Ty43 wurde im Depot Gniezno (Gnesen) zusammengezogen. Dort waren Anfang der 1990er noch 25 Lokomotiven stationiert. Die letzten Lokomotiven schieden 1995 aus dem Dienst. 1990 wurde die Ty43-126, ex 42 1426, betriebsfähig aufgearbeitet. Sie trägt heute die Bezeichnung Ty3-2 und gehört der PKP-Cargo.

## Erhaltene Lokomotiven

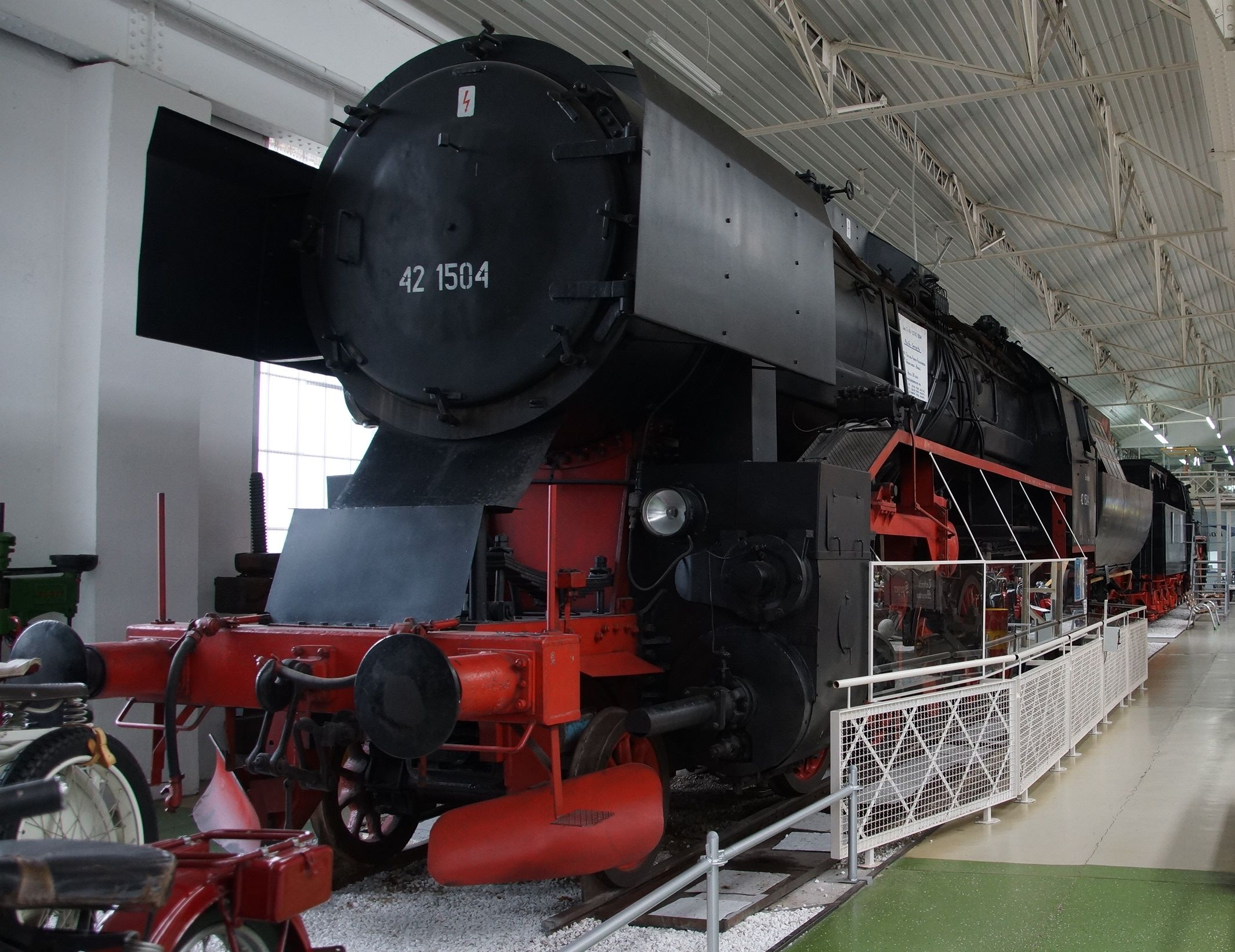
42 1504 im Technik-Museum Speyer

Nachfolgend sind erhaltene Lokomotiven der Baureihe 42 nach Ländern aufgeführt.

### Deutschland

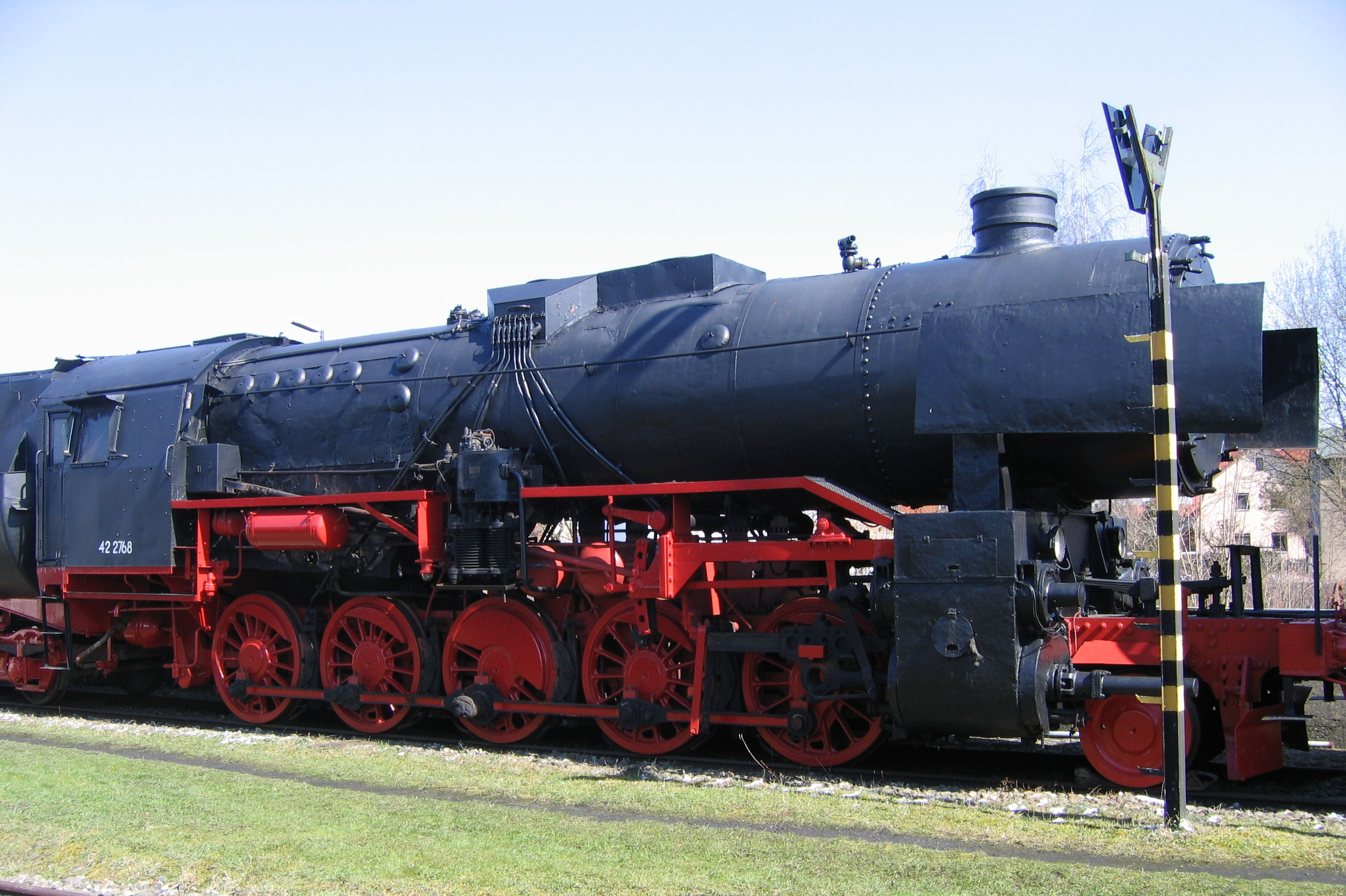
Seitenansicht der 42 2768 im Bayerischen Eisenbahnmuseum

Von den Lokomotiven der beiden deutschen Staatsbahnverwaltungen blieb keine erhalten. Jedoch sind in Deutschland vorhanden:
- Technik-Museum Speyer: Die 42 1504 wird dort in der Ausführung der Deutschen Reichsbahn gezeigt. Sie wurde 1944 bei der Maschinenfabrik Esslingen gebaut und verblieb nach dem Zweiten Weltkrieg in Polen. Dort wurde sie zunächst als Ty3-3, später als Ty43-127 bezeichnet. Sie wurde nach ihrer Ausmusterung von den PKP an das Museum verkauft.[20]
- Bayerisches Eisenbahnmuseum (BEM): Es erwarb von der Bulgarischen Staatsbahn die Lokomotive 16.16, baute sie auf die Ausführung der Deutschen Reichsbahn um und gab ihr die ursprünglich vorgesehene Nummer 42 2768. Die Lokomotive stammte aus der Nachkriegsserie der Wiener Lokomotivfabrik (WLF).
- Dampflok-Museum Hermeskeil: Ebenfalls aus der Nachkriegsserie der (WLF) stammt die 42 2754, welche bei der bulgarischen Staatsbahn als 16.15 gefahren ist. Zunächst kaufte die Österreichische Gesellschaft für Eisenbahngeschichte (siehe unten) die Lokomotive. Am 14. März 2001 wurde die Lok an den Schrotthändler Bender Rohstoff-Recycling e.K. nach Leverkusen-Opladen verkauft. Im März 2001 wurde die 42er und eine Dampfspeicherlok mit Hilfe der E 94 192 von München-Laim nach Opladen überführt. Dort stand die Lok bis in den August 2004 als Denkmallok auf dem Betriebsgelände. Im August 2004 stand die Lok zum Verkauf und wurde an den privaten Sammler Bernd Falz für das Dampflokmuseum Hermeskeil verkauft. Am 3. Oktober 2004 wurde die Lok schließlich von Opladen nach Hermeskeil überführt.[21]

### Österreich
- Eisenbahnmuseum Strasshof: Bereits 1966 bestimmte die ÖBB am Ende der Dienstzeit der Baureihe 42, dass die 42 2708 museal erhalten wird. Von 1968 bis 1977 befand sie sich im Besitz des technischen Museums Wien. Seit 1977 ist sie Eigentum der Republik Österreich und als ständige Leihgabe im Besitz des 1. öSEK, des Ersten österreichischen Straßen- und Eisenbahnklubs und steht im Heizhof, dem Eisenbahnmuseum Strasshof. (Stand Dezember 2018)[22][23]
- Österreichische Gesellschaft für Eisenbahngeschichte (ÖGEG): Am Standort Ampflwang sind die von der WLF als 42.2750 und 42.2753 gebauten Lokomotiven vorhanden, welche in Bulgarien als 16.19 und 16.18 in Betrieb waren.[24]

### Luxemburg

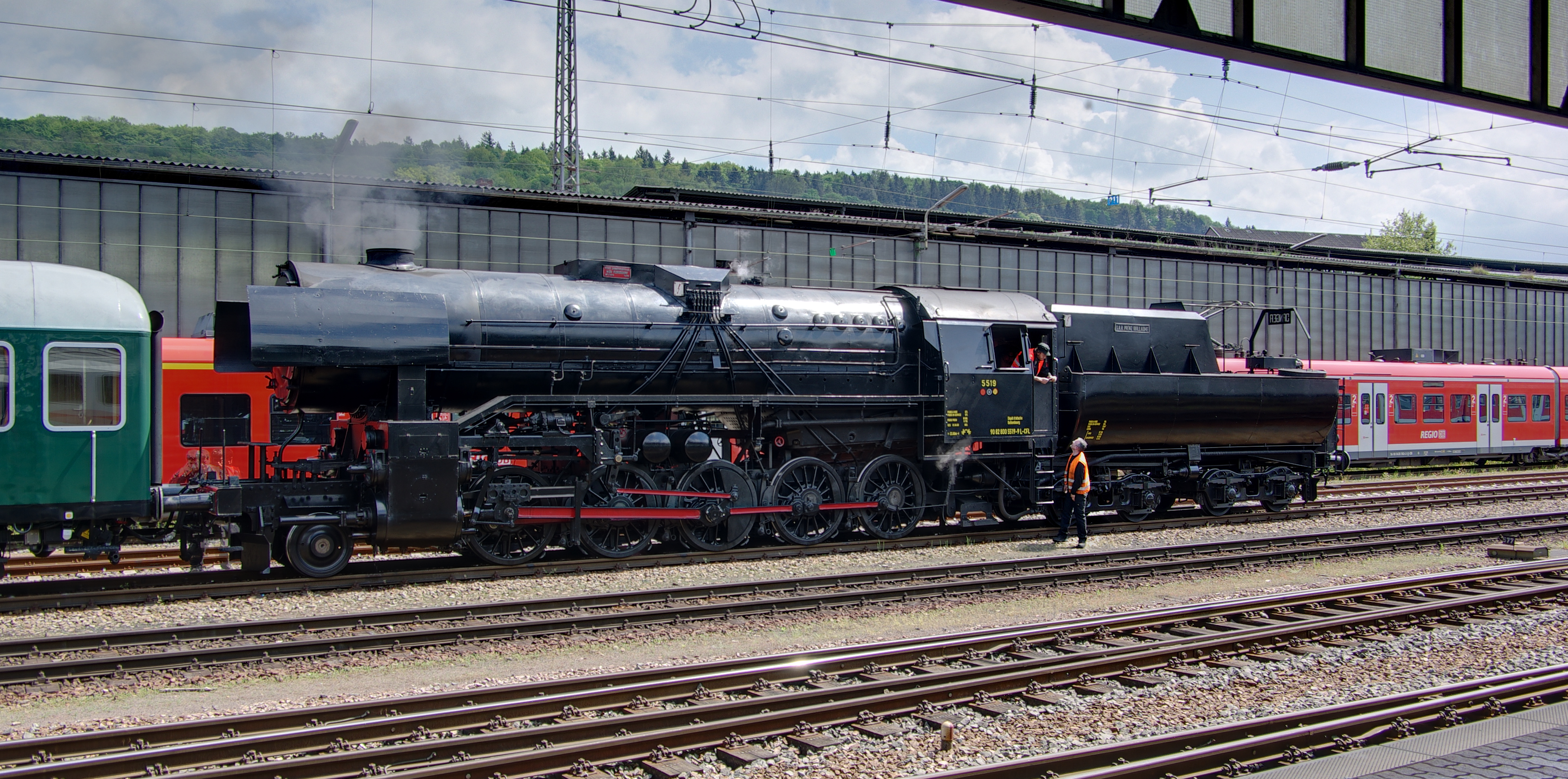
CFL 5519 mit Sonderzug in Trier

Die von der WLF gebaute Lokomotive 5519 der CFL sollte nach den ursprünglichen Plänen bei der DR die Nummer 42 2718 erhalten, sie wurde jedoch von Werk aus direkt an die CFL verkauft. Sie gelangte nach der Ausmusterung 1964 in den Bürgerpark Bettemburg als Denkmal. Auf Initiative des Vereins 5519 a.s.b.l. wurde 1987 die inzwischen verrottete Lokomotive geborgen und in der CFL-Werkstätte wieder museal aufgearbeitet.
Durch die Wende in Deutschland war es 1991 möglich, die Lokomotive im Dampflokwerk Meiningen wieder betriebsfähig aufarbeiten zu lassen. Das Projekt wurde von August bis Dezember 1991 durchgeführt und umfasste auch einige Probefahrten vor Sonderzügen im Thüringer Raum. Offiziell ging die Lokomotive am 16. Mai 1992 bei einem Festakt in Betrieb. Eine Untersuchung des Kessels im Jahr 2001 ergab, dass dieser nur mit erheblichem Kostenaufwand aufzuarbeiten sei. Daher entschied man sich, den bis dahin genieteten Kessel durch einen vollständig geschweißten zu ersetzen. Dieser Kessel wurde in den Jahren 2001 und 2002 im DLW Meiningen gebaut.
Der Verein 5519 a.s.b.l. organisiert seit der Wiederinbetriebnahme Dampfzugfahrten mit der CFL 5519 vornehmlich in Luxemburg. Dank der technischen Zulassung auch für das durch die Deutsche Bahn AG betriebene Eisenbahnnetz des Bundes werden auch immer wieder Fahrziele in Deutschland angeboten. Des Weiteren wird die Lokomotive mit ihrem Stammpersonal an befreundete Museumseisenbahnvereine in Deutschland vermietet, die damit ihre Sonderfahrten absolvieren, ohne eine eigene Maschine vorhalten zu müssen. Nach einer weiteren Hauptuntersuchung in Meiningen ist die Maschine seit November 2019 bis zur nächsten fälligen Hauptuntersuchung betriebsfähig.
Aufgrund der Untersagung und des Rückbaus der nationalen luxemburgischen Zugbeeinflussung Memor II+ zum 1. Januar 2020, wird die Lok mit einer Fahrzeugeinrichtung der europäischen Zugbeeinflussung ETCS ausgerüstet werden müssen, um noch Fahrten auf dem luxemburgischen Schienennetz durchführen zu dürfen. Bis jetzt ist öffentlich über die Vollziehung dieser Ausrüstung nichts bekannt. Bis es zu einer solchen Ausrüstung kommt, werden alle Fahrten auf dem luxemburgischen Schienennetz mit Vorspannlok durchgeführt werden müssen.

### Polen

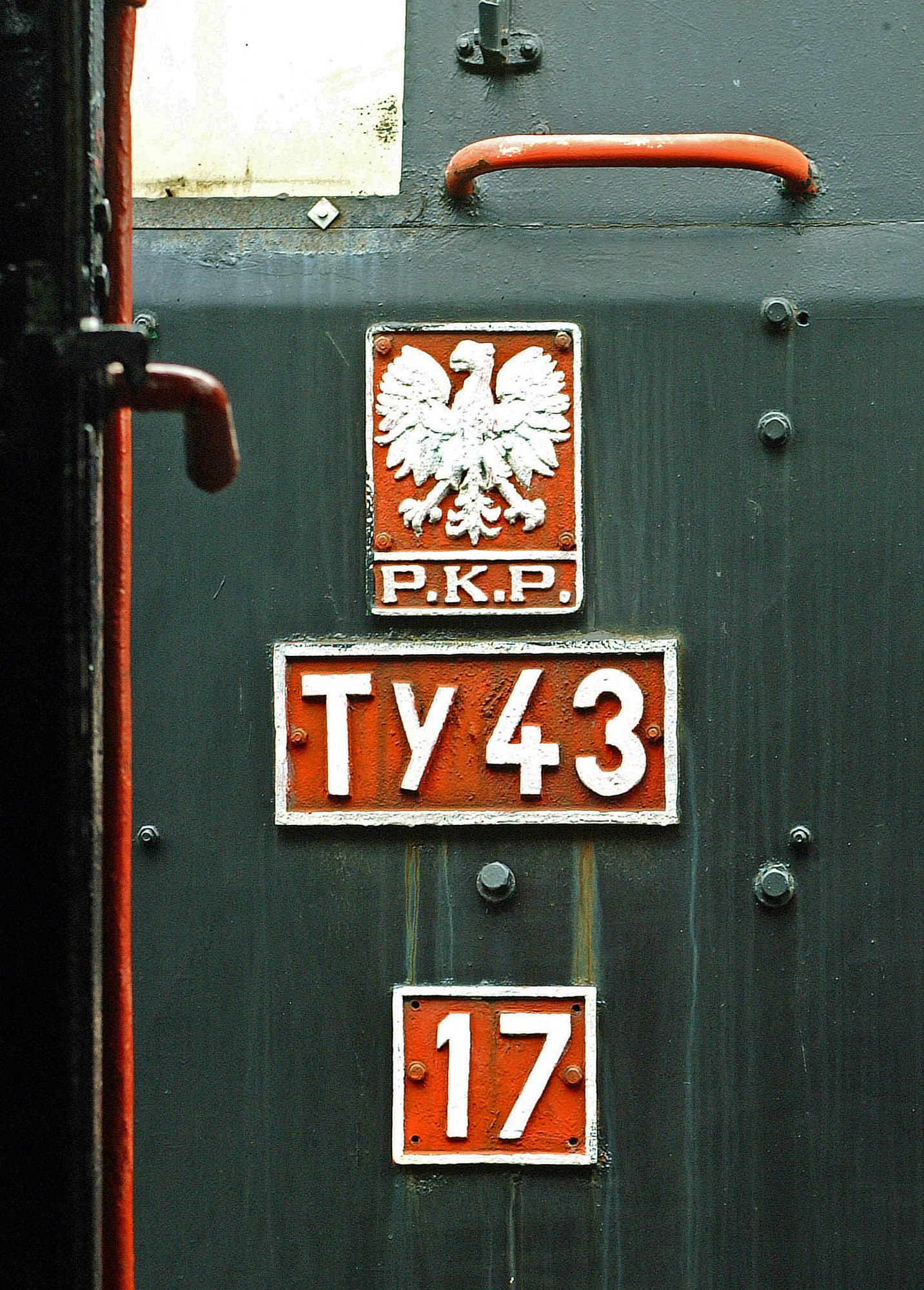
Beschriftung am Führerstand der Ty43-17

Die PKP-Cargo besitzen heute noch drei Lokomotiven der Reihe Ty43. Die Ty3-2, ehemals Ty43-126 bzw. 42 1427, von Schichau 1944 mit der Fabriknummer 4448 gebaut, ist derzeit (Stand Mitte 2011) eine nicht betriebsfähige Museumslokomotive. Sie erhielt im Zuge ihrer Aufarbeitung als Exponat 1990 wieder ihre erste polnische Bezeichnung und war bis Oktober 2002 beim Bw Wolsztyn im Einsatz. Zurzeit ist die Ty3-2 in Leszno abgestellt. Die Ty43-92 und 123 sind nicht betriebsfähig im Bahnbetriebswerk Wolsztyn abgestellt. Eine weitere Lokomotive, die Ty43-17, befindet sich im Eisenbahnmuseum Warschau. Die Ty43-23 ist nicht betriebsfähig im Eisenbahnmuseum Jaworzyna Śląska hinterstellt.

### Rumänien
Die 150.1105 steht in Sibiu / Hermannstadt im dortigen Muzeul Locomotivelor cu Abur din Sibiu.